# Mittelstetten (Bawaria)
Mittelstetten – miejscowość i gmina w Niemczech, w kraju związkowym Bawaria, w rejencji Górna Bawaria, w regionie Monachium, w powiecie Fürstenfeldbruck, wchodzi w skład wspólnoty administracyjnej Mammendorf. Leży około 15 km na północny wschód od Fürstenfeldbruck, przy drodze B2.

## Demografia
Dane o ludności z 31 grudnia 2008:
| Opis                                | Ogółem | Ogółem | Kobiety | Kobiety | Mężczyźni | Mężczyźni |
| ----------------------------------- | ------ | ------ | ------- | ------- | --------- | --------- |
| Jednostka                           | osób   | %      | osób    | %       | osób      | %         |
| Populacja                           | 1683   | 100    | 855     | 50,8    | 828       | 49,2      |
| Wiek przedprodukcyjny (0–17 lat)    | 314    | 18,66  | 155     | 9,21    | 159       | 9,45      |
| Wiek produkcyjny (18–65 lat)        | 1091   | 64,82  | 553     | 32,86   | 538       | 31,97     |
| Wiek poprodukcyjny (powyżej 65 lat) | 278    | 16,52  | 147     | 8,73    | 131       | 7,78      |

## Polityka
Wójtem gminy jest Ernst Presser z BU, rada gminy składa się z 12 osób.
|      | CSU | SPD | BU | Razem |
| 2008 | 6   | 2   | 4  | 12    |
| 2002 | 5   | 3   | 4  | 12    |